# Етитей
Етите́й (рос. Этытэй) — село у складі Красночикойського району Забайкальського краю, Росія. Входить до складу Байхорського сільського поселення.

## Населення
Населення — 262 особи (2010; 305 у 2002).
Національний склад (станом на 2002 рік):
- росіяни — 99 %